# Marmaduke (Arkansas)
Marmaduke è una città degli Stati Uniti d'America situata nello Stato dell'Arkansas, nella Contea di Greene.